# Syncharina argentina
Syncharina argentina är en insektsart som beskrevs av Berg 1879. Syncharina argentina ingår i släktet Syncharina och familjen dvärgstritar. Inga underarter finns listade i Catalogue of Life.